# Stara Nieszawa
Stara Nieszawa – dawne miasto położone w obrębie współczesnej wsi Mała Nieszawka, uzyskało lokację miejską około 1425 roku, zdegradowane w 1460 roku.